# 윈도우 미팅 스페이스
윈도우 미팅 스페이스(Windows Meeting Space, 코드이름: Windows Collaboration)는 2~10 명의 사용자를 지원하는 윈도우 비스타의 P2P 협의 프로그램이다. 이전에 쓰였던 윈도우 넷미팅 응용 프로그램을 대체한다. 그러나 마이크 지원, 화상/음성 회의 설정과 같은 기능은 제거되어 있다.
윈도우 미팅 스페이스는 애드훅(ad hoc) 회의, 응용 프로그램 공유, 파일 전송, 네트워크 안에서 간단 메시지 주고 받기 등을 지원하고 방화벽 안에서 주로 동작하기에 IT가 브리지 방화벽 안에 있을 것을 요구한다. 인터넷을 통한 협의를 위해 마이크로소프트사는 필요할 때 HTTP를 사용하여 방화벽을 통해 동작하는 마이크로소프트 셰어드뷰(Microsoft SharedView)를 공개하였다.
윈도우 미팅 스페이스는 기존의 네트워크를 찾을 수 없을 경우 애드훅 무선 네트워크를 자동으로 설정하는 기능을 갖고 있다. 사람들은 누군가 만들어 놓은 세션에 참가할 수 있고 새로운 세션을 만들어 입장을 위해 다른 사람들을 초대할 수 있다. P2P 프레임워크를 위한 최초의 응용 프로그램들 가운데 하나이며 IPv6를 요구한다는 것이 눈에 띄는 점이다. 윈도우 미팅 스페이스는 테레도 터널링(Teredo tunneling)에 대한 윈도우 비스타 지원을 사용하여 인터넷을 통한 IPv4 연결을 허용한다.

## 기능
윈도우 미팅 스페이스는 다른 협의자들과 함께 데스크톱을 공유하고 함께 문서를 편집하고 배포하며 다른 참가자들에게 노트를 넘길 수 있다. 세션 관리 기능에는 새로운 세션 시작, 기존의 세션에 참가, 다른 사람을 세션에 초대하여 진행 중인 협의 세션에 참가하는 옵션이 있다.
세샨을 시작할 때 프레젠테이션 영역을 포함하고 있는 작업공간이 표시된다. 노트의 목록도 표시된다. 협의 세션을 시작할 수 있는 로컬 서브넷에 있는 사용자 목록은 윈도우 비스타의 P2P 네트워크 기능에 있는 WS-디스커버리 기반의 People Near Me(내 주변의 사람들) 기능을 사용함으로써 자동으로 감지된다. 로컬 서브넷 바깥 사용자들은 참가를 위해 전자메일이나 파일 초대를 받아야 한다. 응용 프로그램을 공유할 때 윈도우 미팅 스페이스는 프레젠테이션 모드로 전환함으로써 참가자들이 발표자가 무엇을 하고 있고 공유된 응용 프로그램을 함께 편집하고 리뷰하고 있는지를 볼 수 있다.

## 같이 보기
- 윈도우 라이브 메신저
- 그루브 버추얼 오피스

## 참조
1. ↑  “넷미팅에서 이전하기”. 2007년 4월 15일에 원본 문서에서 보존된 문서. 2008년 7월 5일에 확인함.
2. ↑  “Technet: Windows Vista Windows Meeting Space Step by Step Guide”. 2006년 9월 14일에 원본 문서에서 보존된 문서. 2008년 7월 5일에 확인함.